# Parque Estadual do Prosa
Parque Estadual do Prosa är en park i Brasilien. Den ligger i kommunen Campo Grande och delstaten Mato Grosso do Sul, i den södra delen av landet, 900 km sydväst om huvudstaden Brasília. Parque Estadual do Prosa ligger 614 meter över havet.
Terrängen runt Parque Estadual do Prosa är platt. Runt Parque Estadual do Prosa är det ganska tätbefolkat, med 248 invånare per kvadratkilometer.. Närmaste större samhälle är Campo Grande, 8,9 km väster om Parque Estadual do Prosa.
Runt Parque Estadual do Prosa är det i huvudsak tätbebyggt.